# Цеша

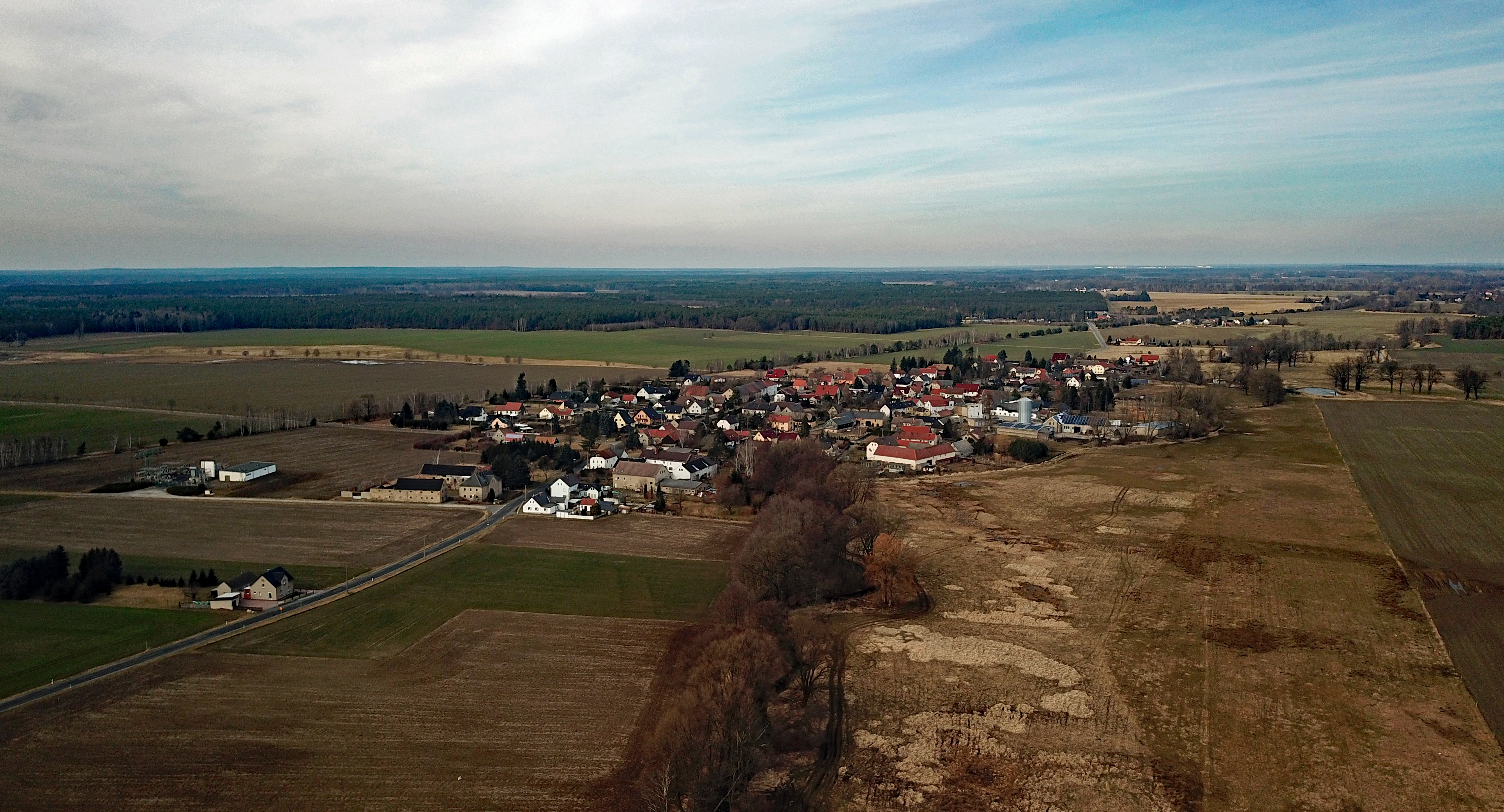

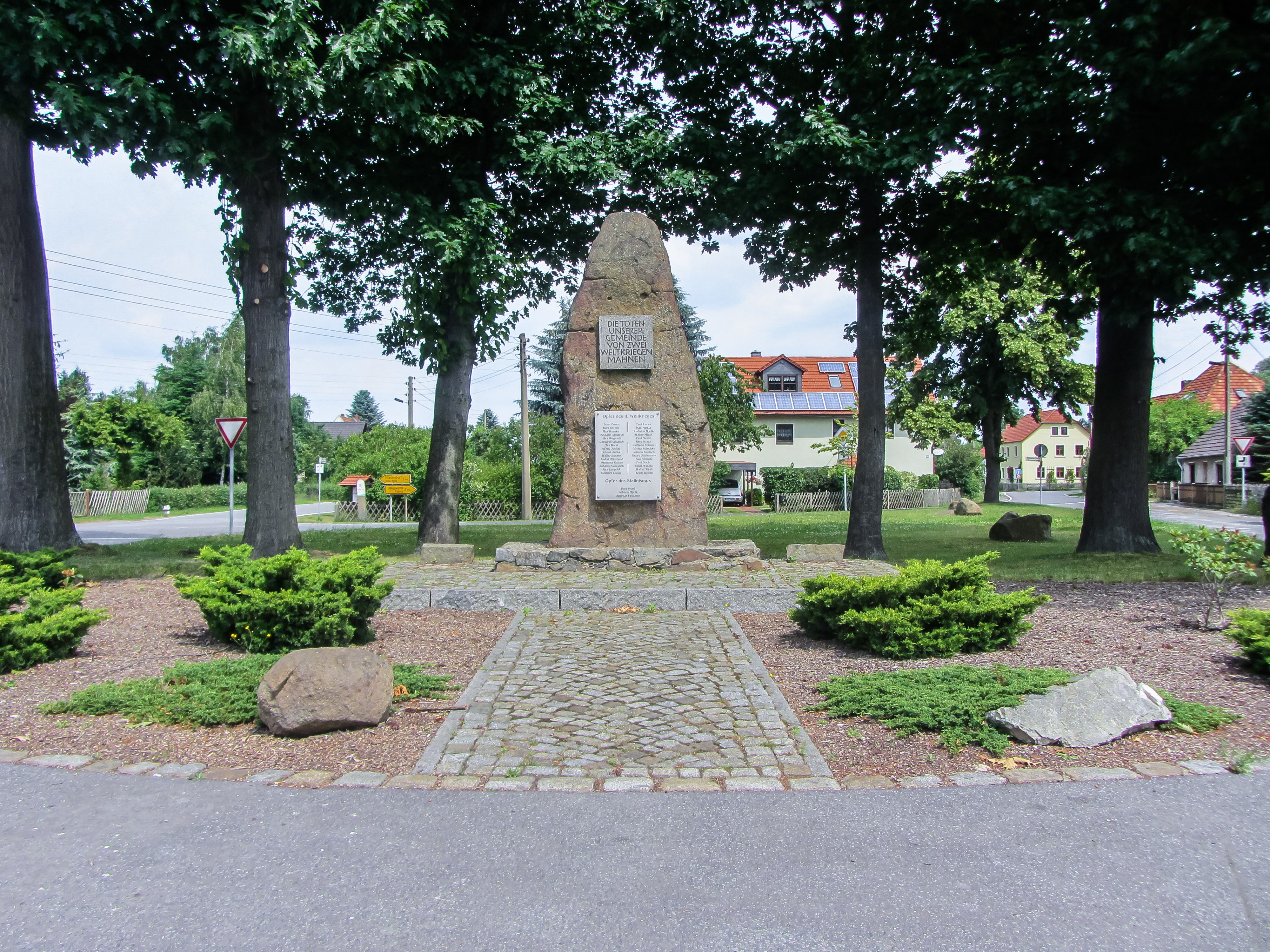
Памятник погибшим во время двух мировых войн

Це́ша или Ше́шов (нем. Zescha; в.-луж. Šešowо файле) — деревня в Верхней Лужице, Германия. Входит в состав коммуны Нешвиц района Баутцен в земле Саксония. Подчиняется административному округу Дрезден.

## География
Находится около 14 километров на северо-запад от Будишина. Граничит на севере с деревней Нижа-Вес коммуны Кёнигсварта и на юге — с административным центром коммуны Нешвиц. Около деревни протекает река Шварцвассер (Чорница).

## История
Впервые упоминается в 1357 году под наименованием Zchesschow.
До 1978 года деревня имела самостоятельный статус сельской коммуны. С 1978 года входит в состав современной коммуны Нешвиц.
В 1890-х годах была построена железнодорожная станция линии Баутцен — Кёнигсварта. В 1908 году от этой станции была протянута железнодорожная ветка до города Хойерсверда.
В настоящее время деревня входит в состав культурно-территориальной автономии «Лужицкая поселенческая область», на территории которой действуют законодательные акты земель Саксонии и Бранденбурга, содействующие сохранению лужицких языков и культуры лужичан.

## Население
Официальным языком в населённом пункте, помимо немецкого, является также верхнелужицкий язык.
Согласно статистическому сочинению «Dodawki k statisticy a etnografiji łužickich Serbow» Арношта Муки в 1884 году проживало 285 человек (из них — 267 серболужичан (94 %) и 18 немцев).
Лужицкий демограф Арношт Черник в своём сочинении «Die Entwicklung der sorbischen Bevölkerung» указывает, что в 1956 году при общей численности в 403 человека серболужицкое население деревни составляло 44,7 % (из них верхнелужицким языком активно владело 120 человек, 21 — пассивно и 39 несовершеннолетних владели языком).
| 1834 | 1871 | 1890 | 1910 | 1925 | 1939 | 1946 | 1964 | 2011 |
| ---- | ---- | ---- | ---- | ---- | ---- | ---- | ---- | ---- |
| 257  | 283  | 286  | 311  | 323  | 306  | 407  | 395  | 276  |

## Достопримечательности
Памятники культуры и истории земли Саксония
- Памятник погибшим во время двух мировых войн, 1919—1945 (№ 09253264)
- Каменный дорожный указатель, XIX век (№ 09253320)